# 盧卡斯·阿拉里奧
卢卡斯·尼古拉斯·阿拉里奥（西班牙語：Lucas Nicolás Alario；1992年10月8日—），阿根廷足球運動員，現效力巴西足球甲級聯賽球會國際體育會，阿根廷國家足球隊成員，司職翼鋒。

## 俱樂部生涯
盧卡斯·阿拉里奧出道於科隆竞技，在效力6個賽季後，於2015年6月26日轉會至河床，他的出色的表現也引起歐洲眾多豪門球隊的注意。
在2015年南美解放者杯，兩回合貢獻2助攻1進球的他成為河床進入決賽的功臣，決賽上他又用一個進球擊敗新萊昂自治大學老虎。
2017年9月22日，阿拉里奧與德甲球會勒沃库森簽訂了一份為期五年的合同，正式登陸德甲賽場。
在2017年9月第一次踢上德甲比賽，那場比賽里他打進一球幫助球隊3-0戰勝漢堡。不過其後他並未成為球隊的主力，前三季75場的德甲比賽中，他只有39場是作為先發出場有25球8助攻的數據。
2020-21賽季，阿拉里奧共為勒沃庫森出戰33場比賽，打進15球。

## 國家隊生涯
2016年8月12日，阿拉里奧首次被阿根廷國家足球隊徵召入隊。2017年6月，在客場6-0戰勝新加坡的友誼賽中，阿拉里奧打進了他的第一個國際比賽進球。2021年6月，入選了阿根廷國家隊徵戰2021年美洲國家盃賽事的大名單。

## 外部連結
- Soccerway資料庫：盧卡斯·阿拉里奧